# Gian Luigi Falabrino
Gian Luigi Falabrino (Genova, 26 luglio 1930 – Milano, 26 luglio 2010) è stato un pubblicitario, giornalista, scrittore e storico della pubblicità italiano.

## Biografia
Nato a Genova-Sampierdarena, si trasferì pochi anni dopo con la famiglia a Trieste, dove frequentò le scuole, dalle elementari al primo anno di università, e visse le vicende della seconda Guerra mondiale nell'area giuliana: l'annessione del Litorale Adriatico, l'occupazione titina, le foibe.
Tornato con la famiglia a Genova alla fine del 1950, Falabrino si laureò nella locale università sulla libertà etica e politica in Benedetto Croce, mentre già collaborava con il Corriere Mercantile.
Dopo una prima esperienza da giornalista al Corriere della Liguria, giornale degli industriali di Genova dal 1954 al 1957, Falabrino lavorò sempre nel campo della pubblicità, allora quasi una novità per l'Italia.
Il primo impiego, dal 1957 al 1960 fu all'ufficio editoriale della Shell Italiana. 
Poi si trasferì a Milano a lavorare per la Lintas del gruppo Unilever come account manager e come product manager.

Dal 1970 al 1980 è stato direttore generale dell'UPA, che era allora l'unica organizzazione degli inserzionisti pubblicitari. In questa veste partecipò all'elaborazione del Codice di Autodisciplina Pubblicitaria e alla nascita di Pubblicità Progresso. Si dimise quindi in polemica con la fuoriuscita dall'organizzazione di grandi inserzionisti, i quali avevano fondato l'organizzazione alternativa Centromarca.

Successivamente Falabrino fondò una propria agenzia di comunicazione d'impresa.

A partire dal 1988 fu anche membro del Giurì di Autodisciplina Pubblicitaria.
Contemporaneamente Falabrino continuò  a svolgere l'attività di giornalista. Diresse con Adriano Guerrini la rivista Diogene dal 1959 al 1967. Fece parte del comitato di redazione di Critica Sociale dal 1968 al 1974. Nel 1994-5 fu direttore del mensile "Il Mondo Nuovo". Pubblicò articoli su Il Messaggero, L'Emigrante, Pietre, Mondo Economico, La Riviera ligure.

Dal 1992 al 1998 è stato consigliere dell'Ordine dei Giornalisti della Lombardia.
Tuttavia, la sua attività più originale è stata quella di storico della pubblicità in Italia, attività fondata su di una lunga esperienza nel mondo della pubblicità e, nello stesso tempo, mediata dalla passione di storico e di critico.

In questo ambito è stato uno dei maggiori studiosi italiani ed ha scritto alcuni testi di riferimento:

- Pubblicità. Serva padrona, Il sole 24 ore, 1989, 2ª ed. rivista 1999;
- Effimera e bella, Gutenberg 2000, 1990;
- A dir le mie virtù, Vallardi, 1992;
- I comunisti mangiano i bambini, Vallardi, 1994.

In conseguenza di questa esperienza e della contemporanea elaborazione teorica della stessa, negli anni 2000 Falabrino fu chiamato ad insegnare varie discipline (tecniche della pubblicità, giornalismo, teoria e storia della pubblicità) in alcune università italiane: DAMS di Torino, IULM di Feltre, Scuola di giornalismo dell'Ordine dei Giornalisti della Lombardia, DAMS di Imperia, Facoltà di Architettura presso il Politecnico di Torino, Centro Sperimentale di Cinematografia di Milano.
Falabrino fu inoltre autore di libri di poesie, racconti, saggi di storia, di arte contemporanea, di teatro. Ricordiamo in particolare le raccolte di poesie "Elogio della vita associata" (Sciascia, 1973) e "Kuglùf" (Viennepierre, 1995).
È morto il 26 luglio 2010, giorno del suo 80-esimo compleanno.